# Changdeokgung
Changdeokgung (en hangul, 창덕궁; en hanja, 昌德宮; romanización revisada, Changdeokgung; McCune-Reischauer, Ch'angdŏkkung) es un conjunto de palacios dentro de un gran parque en Seúl, Corea del Sur. Es uno de los grandes palacios construidos por la Dinastía Chosŏn y, por causa de su localización al este del Palacio de Gyeongbok es muchas veces llamado Palacio del Este.
Ch'angdokkgung era el palacio preferido de muchos reyes de la dinastía de Chosŏn y tiene muchos elementos coreanos datados del período de los Tres Reinos de Corea que no fueron incorparados en el más formal Gyeongbokgung.
Las puertas del Palacio fueron usadas para filmar el famoso drama coreano Dae Jang Geum en 2000.
Fue declarado Patrimonio de la Humanidad por la Unesco en el año 1997.

## Historia

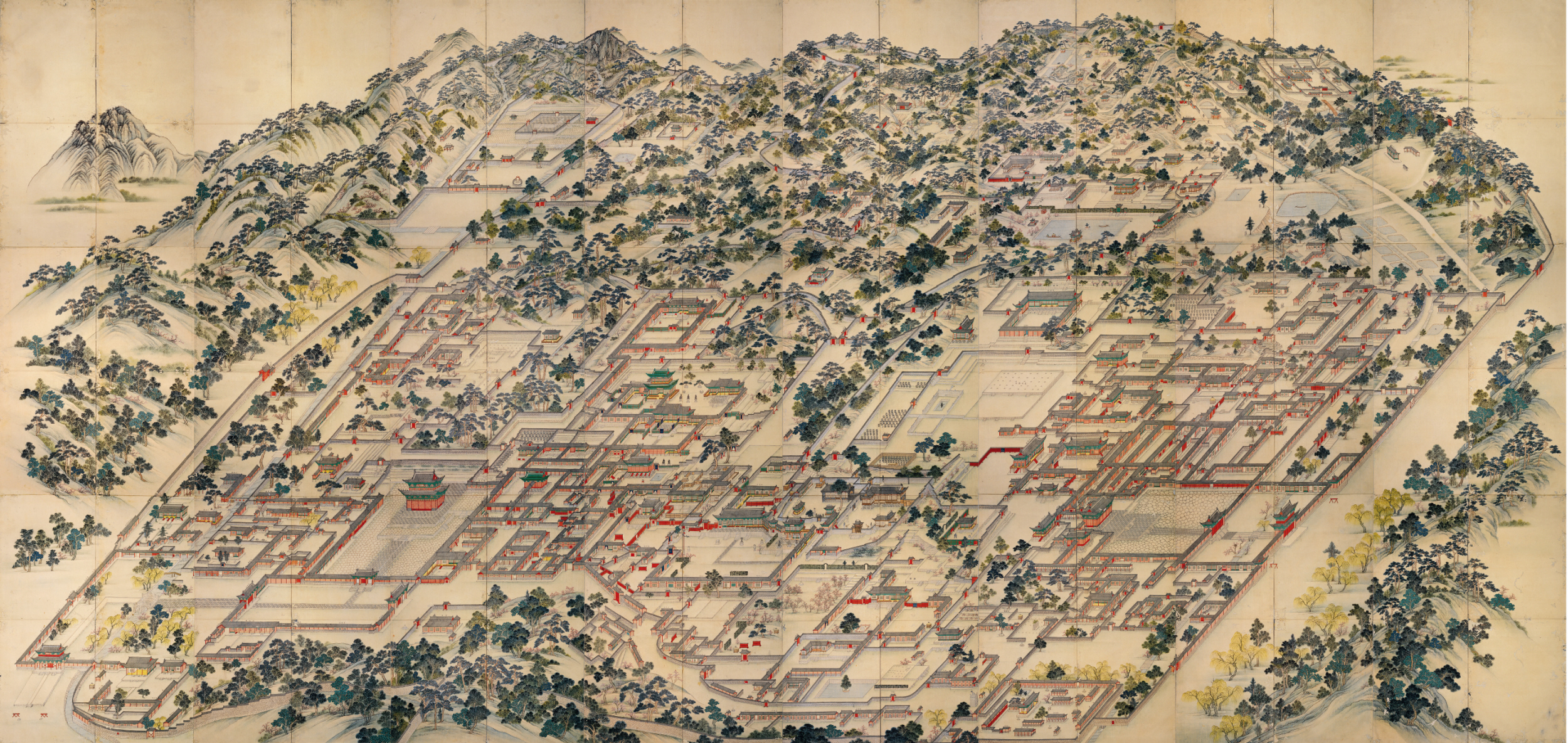
Donggwoldo, la pintura de paisaje de Changdeokgung y Changgyeonggung

Changdeokgung era el segundo palacio después de Gyeongbokgung que se había establecido en 1395 como palacio principal. En medio de la lucha por el trono entre príncipes y vasallos, la autoridad de Gyeongbokgung se deterioró. El rey Jeongjong de Joseon entronizado por el príncipe Jeong-an (Yi Bang-won, que más tarde se convirtió en el rey Taejong de Joseon) trasladó la capital a Kaesong, la de la dinastía Koryo, otra vez en 1400 con el pretexto de características geográficas superiores, de hecho fue para evitar la lucha por el poder. El rey Taejong (Yi Bang-won) que pronto asumió el trono, volvió a Hanseong (actual Seúl) en donde tenía un nuevo palacio nombrado Changdeokgung, en vez del Gyeongbokgung. Lo anterior a fin de evitar la mala vibra que se había generado ya él había matado a sus medio hermanos en Gyeongbokgung cuya construcción fue conducida por Jeong Do Jeon, rival del rey. La construcción del palacio de Changdeok comenzó en 1405, y fue terminada en 1412. El rey Seonjo amplió los terrenos del palacio cerca de 500.000 metros cuadrados, incluyendo Huwon (véase abajo).
El Palacio fue quemado  durante la invasión japonesa en 1592 y reconstruido en 1609 por el rey Seonjo y el rey Gwanghaegun. El palacio se quemó de nuevo en 1623 debido a que el rey Injo inició una revuelta política contra Gwanghaegun. El palacio también fue atacado por los Manchu Qing, pero a lo largo de su historia de reconstrucción y reparación se ha mantenido fiel a su diseño original. Changdeokgung era el sitio de la corte real y la sede del gobierno hasta 1868, cuando el Gyeongbokgung vecino fue reconstruido. El último emperador de Corea, Sunjong, vivió aquí hasta su muerte en 1926. A otros miembros de la antigua familia real se les permitió vivir en partes del palacio como el expríncipe heredero Yi Un que vivía en los edificios de Nakseon- jae con su esposa La princesa Bangja y la hermana princesa Deokhye hasta sus respectivas muertes; Este arreglo fue interrumpido periódicamente por diferentes órdenes Presidenciales que apoyaban y objetaban el uso de las instalaciones históricas. El hijo de Yi-Un, Yi-Gu también vivió en el palacio para los intervalos variantes antes de moverse a la residencia semi-permanente en Tokio debido a problemas de salud mental que eran incapaces de adaptarse completamente a la nueva Corea.